# Клакманнан
Клакманнан (англ. Clackmannan, гэльск. Clach Mhanainn) — город в центральной части Шотландии, округ Клакманнаншир. Расположен примерно в пяти километрах к юго-востоку от административного центра Аллоа и в 18 км к северо-западу от Данфермлина. Ферт-оф-Форт проходит примерно в 2,5 км к юго-западу. Население по переписи 2011 года составляло 3441 человек.

## История города
Вероятно, первая церковь на месте Клакманнана была построена в V веке. Современная церковь была построена в 1815 году Джеймсом Гиллеспи Грэмом. В центре города находится Камень (Clack) Маннана, который, как говорят, посвящен морскому богу Маннану, отсюда и название города. На близлежащем холме стоит башня Клакманнан, стратегическая, укрепленная башня XII века, которая обеспечивает хороший обзор окрестностей. Она также служила временной резиденцией для короля Малькольма IV. В XIV веке город перешел во владение клана Брюсов, который также построил сохранившееся до наших дней здание и расширил его в XVI и XVII веках.
Рядом с Клакманнаном исторически существовало два вискикуренных завода: Kennetpans (1773—1825) и Kilbagie (1777—1852).